# Sainte-Marguerite-sur-Duclair
Sainte-Marguerite-sur-Duclair är en kommun i departementet Seine-Maritime i regionen Normandie i norra Frankrike. Kommunen ligger i kantonen Duclair som tillhör arrondissementet Rouen. År 2022 hade Sainte-Marguerite-sur-Duclair 2 032 invånare.

## Befolkningsutveckling
Antalet invånare i kommunen Sainte-Marguerite-sur-Duclair
| Referens: INSEE |